# یوهان هین
یوهان هین (انگلیسی: Johan Hin; ۳ ژانویهٔ ۱۸۹۹ – ۲۹ ژوئن ۱۹۵۷) قایقران قایق بادبانی اهل هلند بود.